# Harald Karolczak
Harald Karolczak (* 25. November 1933 in Hamburg; † 23. April 2014) war ein niederdeutscher Autor.

## Leben
Nach der Schulzeit machte Harald Karolczak eine Schlosserlehre. Danach arbeitete er als Kunstschmied, Hafenarbeiter und zuletzt als Betriebshandwerker. 1993 ging er in den Ruhestand und lebte in Bordesholm.
Karolczak begann erst im Alter von 42 Jahren zu schreiben. Seine plattdeutschen Kurzerzählungen und Lyrik sind oft satirisch zuspitzend und gesellschaftskritisch. Er veröffentlichte nur innerhalb eines kurzen Zeitraums.

## Werke
- Föffteihn Gramm Hund, Christiansen-Verlag, Itzehoe
- Sepenblosen. Geschichten to'n Denken, Drömen un Gruveln, Quickborn-Verlag, Hamburg 1985